# Fuglsang (Familie)
Fuglsang ist der Name einer Haderslebener Familie.

## Geschichte
Der Familienname geht zurück auf den Hof Fuglsang in Brærå im Kirchspiel Hoptrup. Hier lag der Geburtsort von Bodel Hansdatter (1756–1826), die 1781 in Alt-Hadersleben den Haderslebener Bäcker Jesper Christensen (1747–1790) ehelichte. Das Herzogtum Schleswig hatte 1771 festgelegt, dass feste Familiennamen die bis dahin bestehende patronymische Namensgebung ersetzen sollte. Als die Eheleute ihren einzigen Sohn Hans Christian (1787–1856) bekamen, wählten sie dessen Familienname nach dem Geburtsort der Mutter.
Hans Christian Fuglsang besuchte eine Schule und erhielt danach eine Ausbildung bei einem ländlichen Schulmeister. Danach war er für kurze Zeit als Wanderlehrer und Schreiber tätig. 1811 bekam er eine Lehrstelle in Örstedt bei Jels. Ab 1817 arbeitete er als Küster und Lehrer in Skodborg. Er sprach Hochdänisch und positionierte sich während der Auseinandersetzungen zwischen Deutschen und Dänen während der 1830er Jahre eindeutig pro-dänisch. Dadurch kam es zu einem Konflikt mit seinem Sohn Sören Christian (1815–1904), der als überzeugter Schleswiger auf dem Hof Drenderup Nygaard lebte. Im Jahr 1864 veräußerte er das Anwesen, das sich südlich von Kolding befand und nach neuer Grenzfestlegung an Dänemark ging. Er öffnete danach eine Brauerei in Alt-Hadersleben. Seine Söhne wurden in der Provinz Schleswig-Holstein groß und entwickelten sich zu Anhängern Preußens. Während dieser Zeit änderte sich die Familiensprache von Hochdänisch zu Hochdeutsch.
Sören Christians ältester Sohn Conrad (1850–1932) ließ sich in Dortmund zum Brauer ausbilden. Danach arbeitete er in der Brauerei seines Vaters. 1876 kaufte er die Teutonenbrauerei in Mülheim an der Ruhr. Sie bestand mehr als 50 Jahre als Familienunternehmen und wurde 1930 zu einer Aktiengesellschaft. Sören Christians Sohn Hans (1852–1875) besuchte das Gymnasium von Hadersleben. Während des anschließenden Jurastudiums in Heidelberg starb er aufgrund der Schwindsucht. Die Söhne Sophus (1854–1931) und Christian (1857–1936) sanierten das Unternehmen ihres Vaters und eröffneten zusätzlich eine Mälzerei. 1893 trennten sie die Unternehmensteile: Sophus führte die „Sophus Fuglsang Malzfabrik“, Christian übernahm die „S. C. Fuglsang Brauerei“.
Christian Fuglsang hatte die Söhne Hans (1889–1917) und Fritz, die beide Künstler wurden. Daher übertrug er die Leitung der Brauerei an Sophus‘ Söhne Sören Conrad (1893–1986) und Sophus Christian (1898–1985). Die Söhne von Sophus Christian führten die beiden Unternehmen, die von 1941 bis 1967 erneut zusammengehörten. Danach firmierten die Firmen als „Bryggeriet S.C. Fuglsang A/S“ (heutige Brauerei Fuglsang) und „Sophus Fuglsang, Export-Maltfabrik A/S & Co.“
Der jüngste Sohn Sören Christians namens Clausen (1865–1936) arbeitete als Brauer. Er begann seine Ausbildung bei seinem ältesten Bruder in Mülheim und setzte sie in Weihenstephan, Bamberg und Schweinfurt fort. Danach führte er das Stinnessche Kohlenaufbereitungswerk in Straßburg. 1895 ging er erneut nach Schleswig-Holstein und kaufte in Husum das Herrenhaus am Markt inklusive Brauerei, die seit 1770 existierte. Von seinen zwei Söhnen führte der jüngere namens Walter (1903–1990) nach einem Jurastudium und Promotion 1931 an der Universität Kiel das Unternehmen des Vaters fort. 1979 veräußerte er die Brauerei, die abgerissen wurde.